# Szreniawa (herb szlachecki)
Szreniawa – polski herb szlachecki, noszący zawołanie Śreniawa i Ocele. Wzmiankowany w najstarszym zachowanym do dziś polskim herbarzu, Insignia seu clenodia Regis et Regni Poloniae, spisanym przez historyka Jana Długosza w latach 1464–1480. Szreniawa jest jednym z 47 herbów adoptowanych przez bojarów litewskich na mocy unii horodelskiej z 1413 roku.
Herb występował głównie wśród rodzin osiadłych w ziemi krakowskiej, łęczyckiej, radomskiej i kaliskiej. Spośród najbardziej znanych rodów pieczętujących się herbem Szreniawa, należy wymienić Kmitów i Kwileckich.
Szreniawy używał też Wacław Potocki.

## Opis herbu

### Opis historyczny

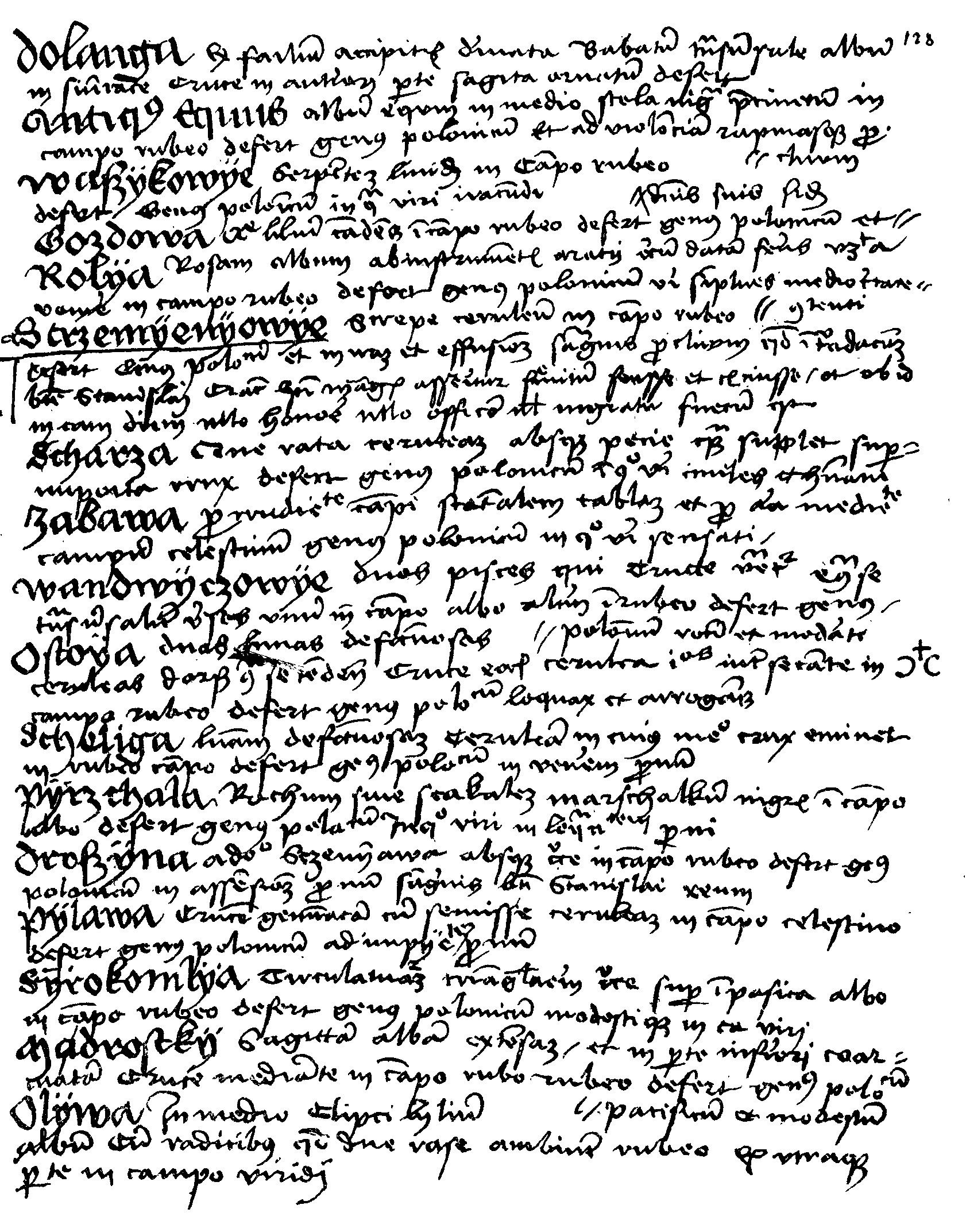
Jedna ze stron manuskryptów Jana Długosza, zawierająca opisy polskich herbów

Jan Długosz (1415–1480) blazonuje herb i opisuje herbownych następująco:

Srzenyawa, fluvius polonicus, cruce signatus in parte superiori, in campo rubeo, a quo domus ipsa denominacionem accepit, ex Polonica gente ducens ortum. Cuius viri in bilem proni, in tibiis ulcerosi et canum, venacionum studiosi.

Po przetłumaczeniu:

Szreniawa, rzeka polska krzyżem naznaczona w wyższej części, w polu czerwonym, od której sam dom otrzymał swoją nazwę, wywodzący się z narodu polskiego. Mężowie tego rodu skłonni do gniewu, gardzący muzyką, rozmiłowani w polowaniach i psach.

Kasper Niesiecki, podając się na dzieła historyczne Bartosza Paprockiego, Szymona Okolskiego i Marcina Bielskiego, opisuje herb:

Rzeka biała w polu czerwonem na ukos, czyli jak w przewrócone, płynąca, na hełmie Lew bez korony, między dwiema trąbami myśliwymi, u każdej z nich cztery dzwonki wiszą. (...). Jedni go familianci tak zażywają, że na wierzchu rzeki kładą krzyż (...).

### Opis współczesny
Opis skonstruowany współcześnie brzmi następująco:
Na tarczy w polu czerwonym krzywaśń srebrna, zaćwieczonym u góry krzyżem kawalerskim.
W klejnocie samo Lwia głowa na wprost, między dwoma rogami myśliwskimi z dzwonkami sokolimi złotymi.
Labry herbowe czerwone, podbite srebrem.

## Geneza

Pierwotna wersja herbu Szreniawa

### Najwcześniejsze wzmianki
- 1359 – w lasach Płoniny na Wołoszczyźnie, w klęsce poniesionej przeciwko armii mołdawskiej, chorągiew Szreniawitów miała wpaść w ręce nieprzyjacielskie[9].
- 1371 oraz 1376 – pieczęć Jana Kmity z Wiśnicza, starosty ruskiego[10]. Jego herbem pieczętować się zaczęli rycerze z jego drużyny. Takim przykładem jest pieczęć z 1396 roku z herbem Szreniawa Klemensa Kurowskiego, kasztelana żarnowskiego.
- 1403 – najstarsza zachowana zapiska sądowa[10].
- 1413 – w wyniku unii horodelskiej herb został przeniesiony na Litwę[11].

Najwcześniejsze lokalne źródło heraldyczne wymieniające ten herb to wspomniane już wcześniej Insignia seu clenodia Regis et Regni Poloniae, datowane na lata 1464–1480. Autorem tego dzieła jest polski historyk, Jan Długosz.

## Herbowni

### Lista Tadeusza Gajla
Lista herbownych w artykule sporządzona została na podstawie wiarygodnych źródeł, zwłaszcza klasycznych i współczesnych herbarzy. Należy jednak zwrócić uwagę na częste zjawisko przypisywania rodom szlacheckim niewłaściwych herbów, szczególnie nasilone w czasie legitymacji szlachectwa przed zaborczymi heroldiami, co zostało następnie utrwalone w wydawanych kolejno herbarzach. Identyczność nazwiska nie musi oznaczać przynależności do danego rodu herbowego. Przynależność taką mogą bezspornie ustalić wyłącznie badania genealogiczne.
Pełna lista herbownych nie jest dziś możliwa do odtworzenia, także ze względu na zniszczenie i zaginięcie wielu akt i dokumentów w czasie II wojny światowej (m.in. w czasie powstania warszawskiego w 1944 spłonęło ponad 90% zasobu Archiwum Głównego w Warszawie, gdzie przechowywana była większość dokumentów staropolskich). Lista nazwisk znajdująca się w artykule pochodzi z Herbarza polskiego, Tadeusza Gajla (296 nazwisk). Występowanie na liście nazwiska nie musi oznaczać, że konkretna rodzina pieczętowała się herbem Świnka. Często te same nazwiska są własnością wielu rodzin reprezentujących wszystkie stany dawnej Rzeczypospolitej, tj. chłopów, mieszczan, szlachtę. Jest to jednakże dotychczas najpełniejsza lista herbownych, uzupełniana ciągle przez autora przy kolejnych wydaniach Herbarza. Tadeusz Gajl wymienia następujące nazwiska uprawnionych do używania herbu Świnka:
|  | Adamowski, Aduckiewicz, Agdyjewicz, Agdyjewski, Alexandrowicz, Amborski, Amfor, Amforowicz, Andronowicz, Anforowicz, Aniszewski, Arasimowicz, Arcimowicz, Beleński, Belewski, Beliński, Bieliński, Bielski, Bier, Bierkowski, Bierutowicz, Birowo, Biskowskowski, Biskupski, Bohun, Borowiński, Borsnicki, Borysławski, Borzysławski, Brawański, Brokicki, Brolnicki, Brzezieński, Brzeziński, Brzeźnicki, Buczyński, Budzisławski, Charczewski, Charewicz, Charzewski, Charzowski, Chociszewski, Choraim, Choroszewski, Chwalikowski, Chwałkowski, Chwedkowicz, Czerniachowicz, Czerniachowski, Czerniawski, Czernichowski, Czerniechowski, Czerniewski, Damiański, Darewski, Darowski, Dobszyc, Dobszycz, Drużyłowski, Drużyna, Dziwiłowicz, Dziwisz, Fidowicz, Gadowski, Gałkowski, Garbowski, Gądkowski, Gątkowski, Głuchowski, Głupczowski, Golkont, Gołkont, Gołkontowicz, Gołkowski, Gołochwast, Grabowski, Harasimowicz, Holochwast, Horaczewski, Horain, Horbacki, Horoszewski, Imszeniecki, Iżycki, Jadald, Jamborski, Jodłownicki, Kaliński, Kampanowski, Kampowski, Kantorowski, Karbowski, Kempanowski, Kilowski, Kinder, Klus, Kluski, Klusz, Kluś, Kmita, Kołacki, Kołaczyński, Kołuński, Komorski, Komorze, Konfirowicz, Koropko-Czerniewski, Koteński, Kotuński, Kozaryn, Koźlątkowski, Krasowski, Krassowski, Kraszowski, Krzesz, Kucharski, Kurcewski, Kurczewski, Kurdwanowski, Kuropatwa, Kurowski, Kurozwęcki, Kurzewski, Kuszewski, Kwilecki, Kwinta, Kwinto, Ladajka, Ladayda, Langacz, Laskowski, Lasocki, Leben, Lipski, Lisicki, Lisiecki, Lochman, Lubomirski, Luboweski, Lubowicki, Lubowidzki, Lubowiecki, Łapanowski, Łapiński, Łapka, Łapski, Maciejowski, Miedzwiecki, Miedzwiedzki, Miedźwiecki, Miedźwiedzki, Mileszewski, Miłoszewski, Miłoszowski, Moniaczkowski, Mroczek, Mroczkowski, Mstowski, Niedźwiecki, Niedźwiedzki, Opanowski, Oraczewski, Oraczowski, Oranowski, Orianowski, Oszański, Palecki, Parowski, Pczołecki, Pelwelski, Pernirowski, Piasecki, Piaśnicki, Piczek, Pielwicki, Pielwiecki, Pisarski, Płaczkowski, Płaszkowski, Poniatowski, Porembski, Poreński, Porębski, Porski, Potocki, Prandota, Proaczek, Progulbicki, Progulbin, Przybel, Przyłęcki, Przyłęski, Pszczołecki, Pukarzewski, Pukarzowski, Pułaski, Radowicki, Radowiecki, Radwan, Rogowski, Rozbicki, Rozembarski, Rozenkowski, Rożbicki, Rudoszański, Rudzeński, Rupniewski, Rupniowski, Rzecki, Sadło, Sadłowski, Saganowski, Sagatowski, Sagatyński, Sendrowicz, Sędrowicz, Siedlecki, Sielawa, Skarbek, Skinder, Skotnicki, Skupniewski, Słupski, Smolicki, Sobieński, Songin, Srokowski, Srzednicki, Srzeniawski, Stadnicki, Stawiarski, Stawski, Stebutt, Stępniewski, Stępniowski, Strachanowski, Strzałkowski, Suliński, Sulisławski, Szaciłło, Szaciło, Szafoński, Szalewicz, Szatyła, Szow, Szowa, Szreniawa, Szulisławski, Szykowski, Szypłowski, Szypowski, Śladnicki, Talatowicz, Talimont, Talwatowicz, Tągoborski, Telakiewicz, Telakowski, Tęgoborski, Tretiak, Trzebieński, Trzebiński, Trzeciak, Tukałło, Turowski, Tuszewski, Tuszowski, Ujedzki, Ujejski, Uzdowski, Werycha, Weryha, Wędzierzeński, Węgleński, Węgliński, Węgorzewski, Wieruski, Wiewierski, Wiewiórkowski, Wiewiórski, Wiewiurski, Wilkowski, Włodek, Wodecki, Wojnowski, Woronowicz, Wrochey, Wzdowski, Zagorski, Zagórski, Zarszyński, Zdowski, Żernicki, Żmigrodzki, Żmijewski, Żmijowski. Tadeusz Gajl, Herbarz Polski |

### Pozostałe nazwiska
Jury Łyczkowski, na swojej stronie dotyczącej heraldyki, wspomina również o nazwiskach Aniszewski i Hranicki .

## Odmiany
| Odmiany herbu Szreniawa | Odmiany arystokratyczne herbu Szreniawa |  |  |

## Geneza

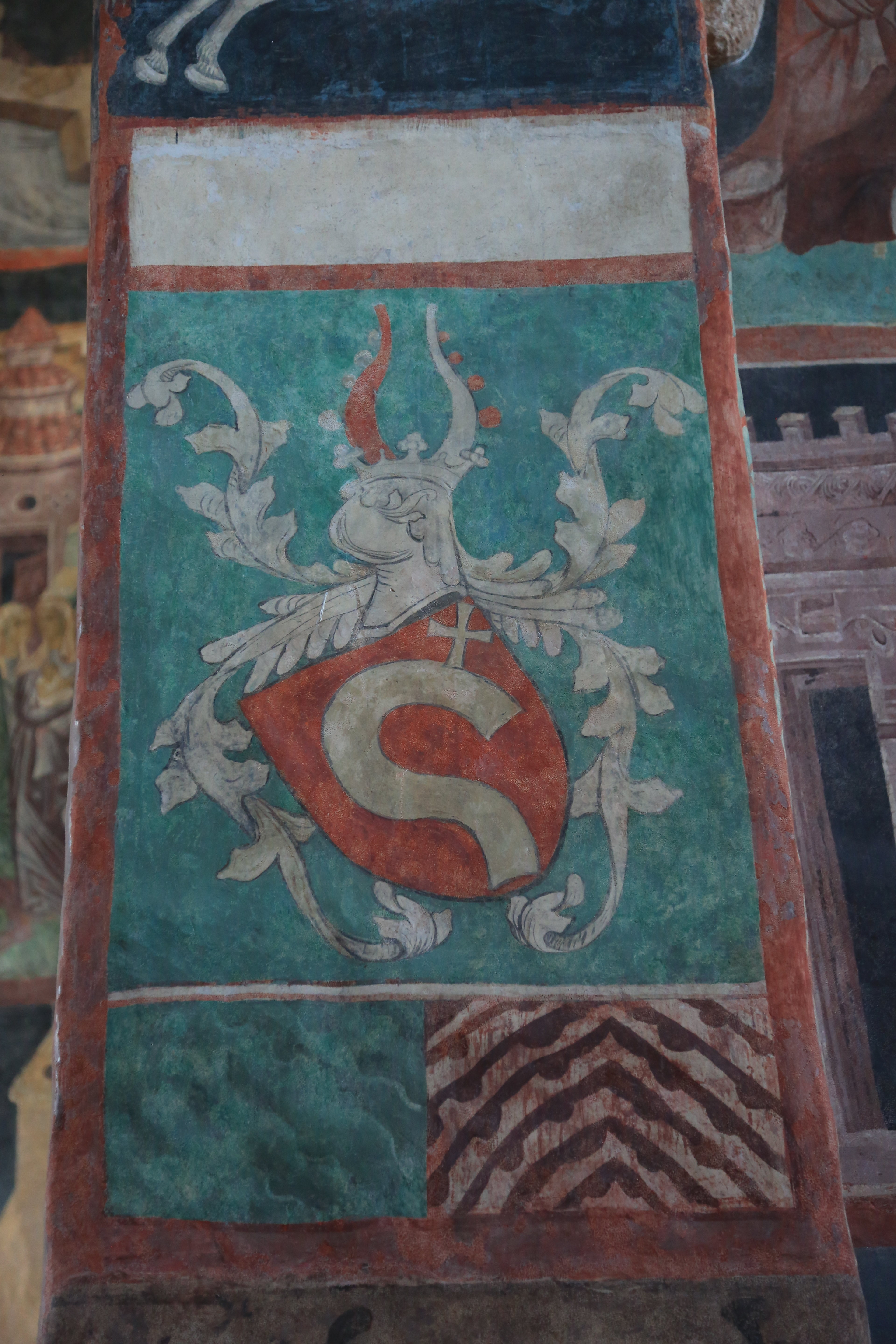
Fresk średniowiecznej wersji herbu Szreniawa w Kaplicy Trójcy Świętej w Lublinie
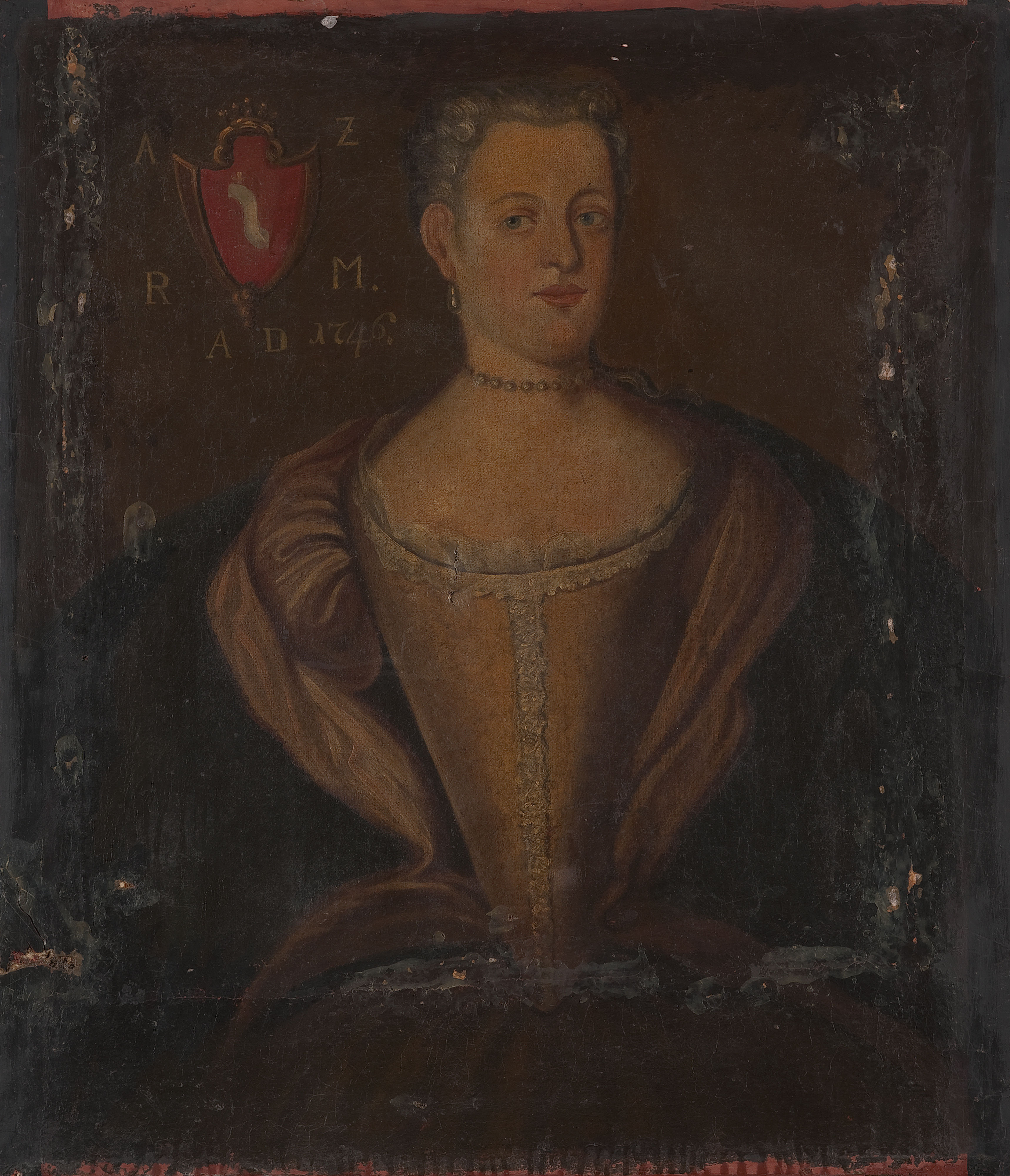
Portret nieznanego autorstwa przedstawiający nieznaną kobietę herbu Szreniawa
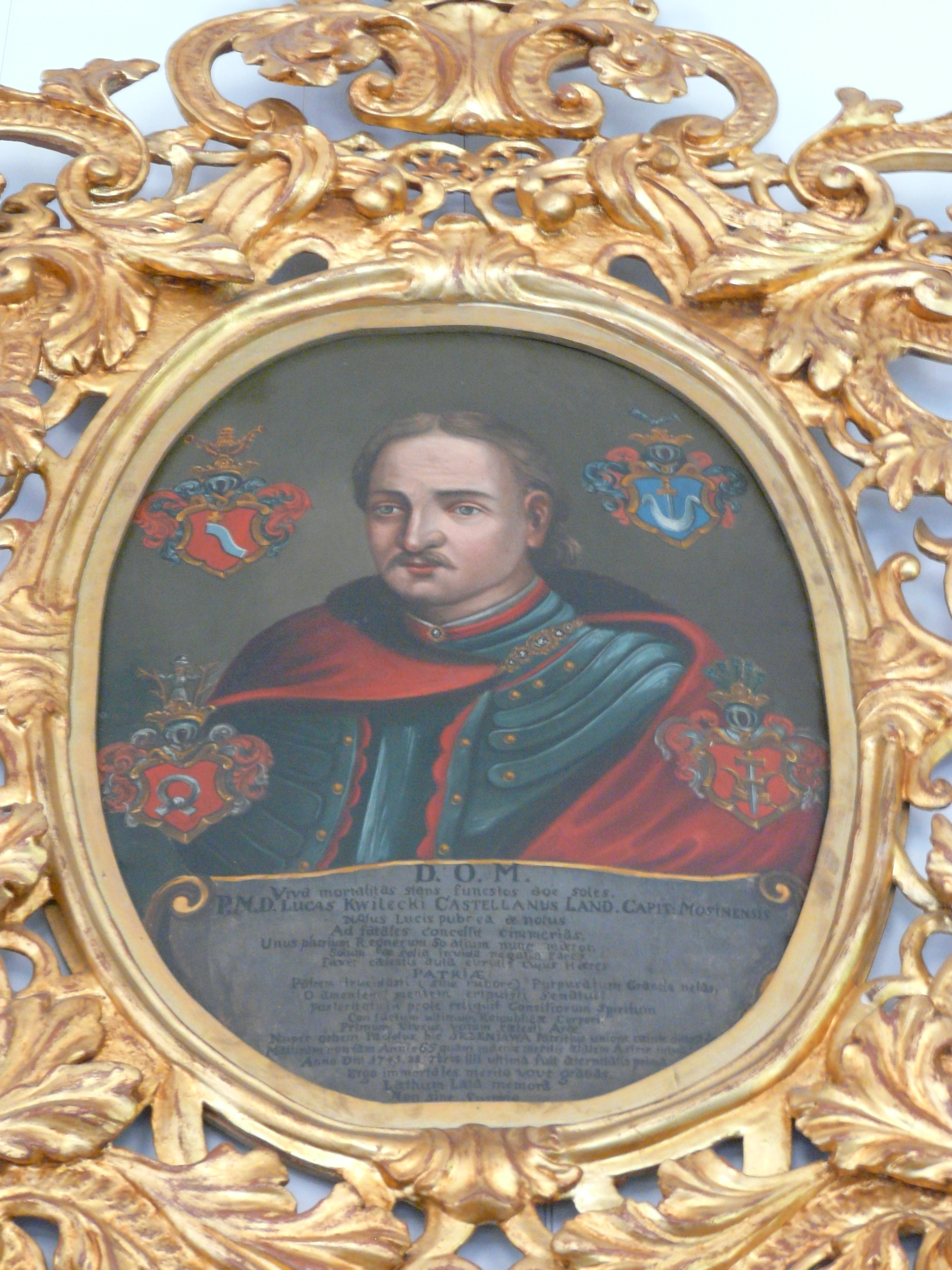
Obraz przedstawiający Łukasza Kwileckiego, z herbem Szreniawa i trzema innymi herbami
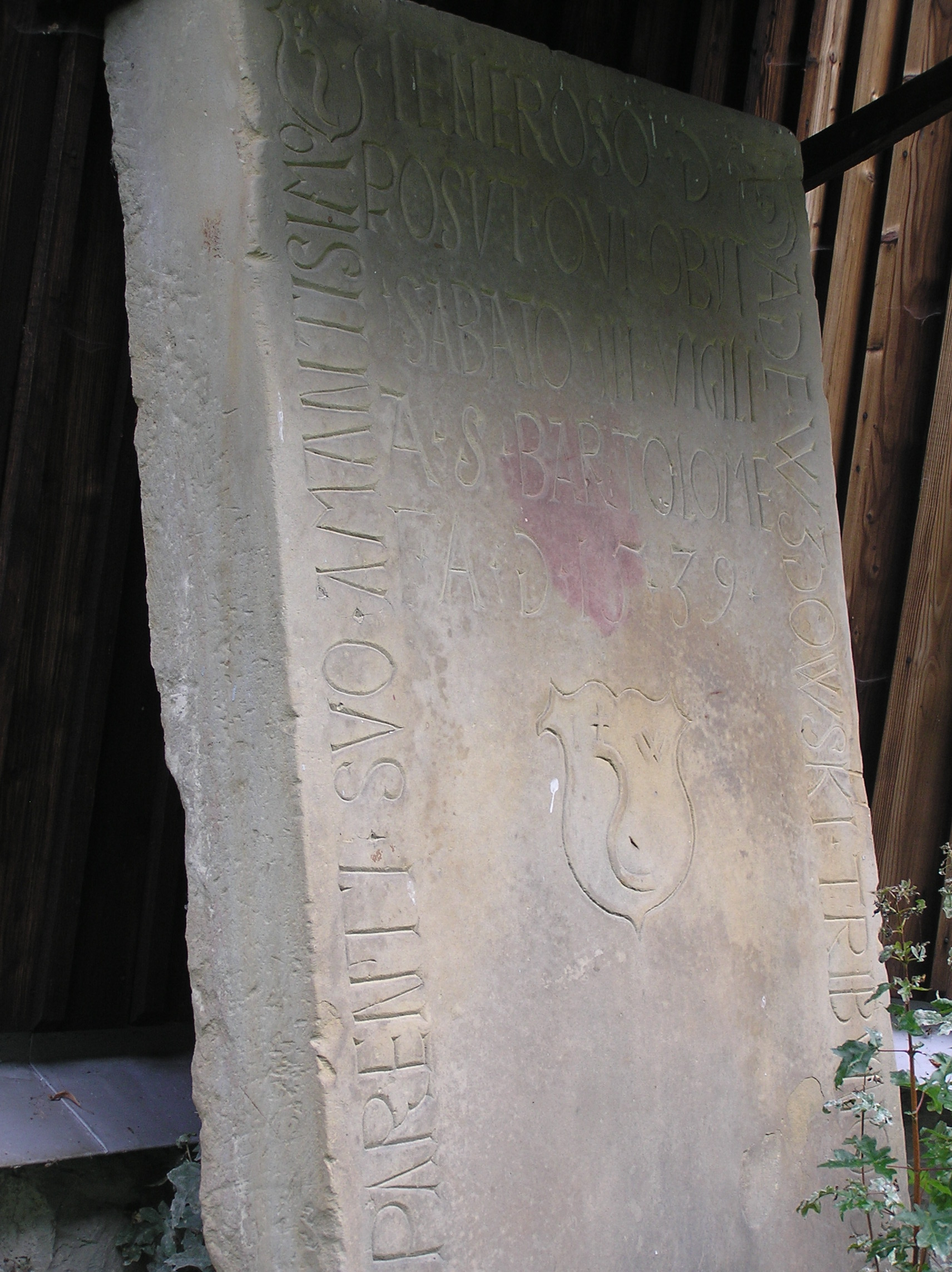
Herb Szreniawa z łękawicą na płycie nagrobnej Adama Wzdowskiego przy kościele w Zmiennicy (1539)
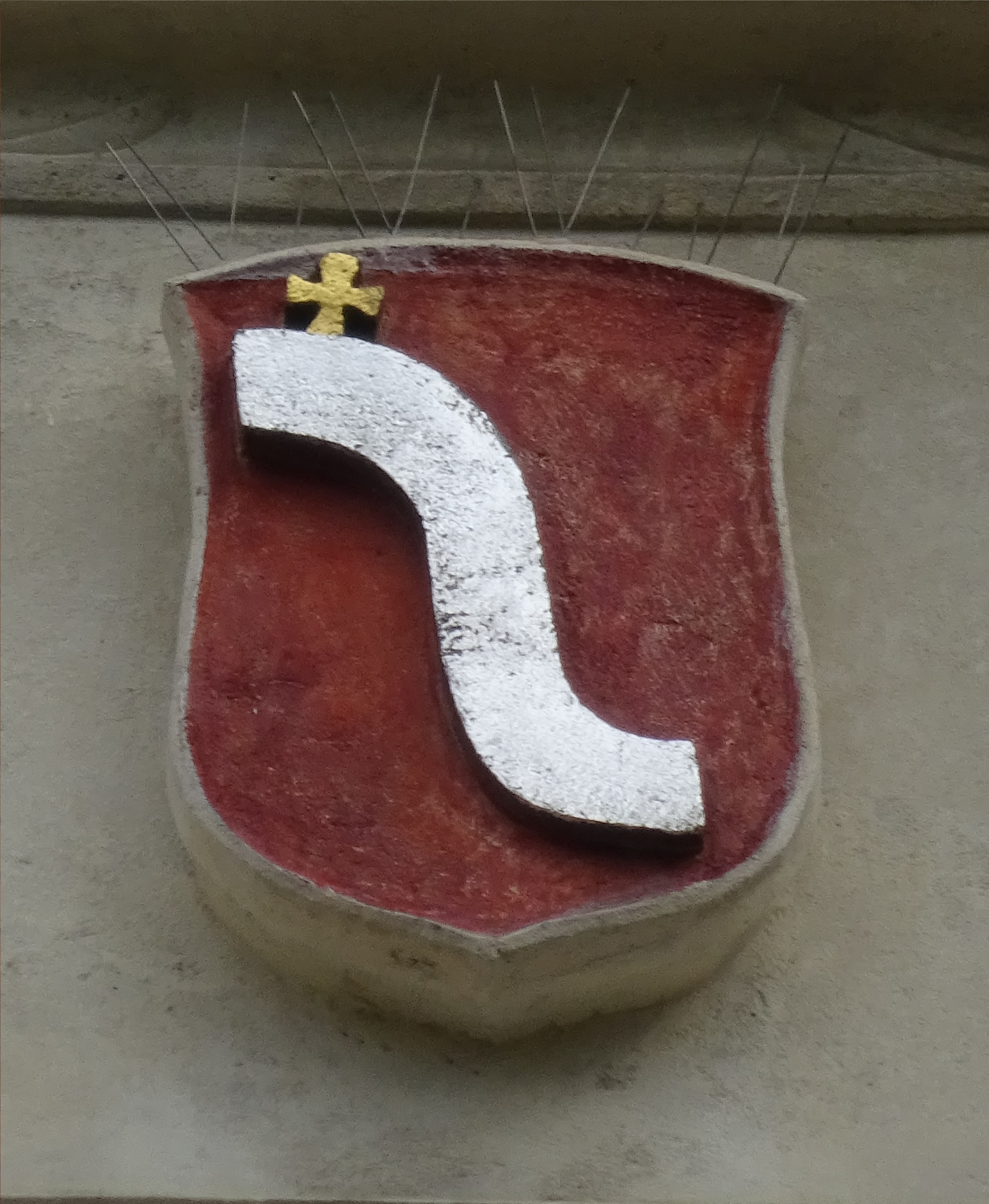
Szreniawa na krakowskim Collegium Novum
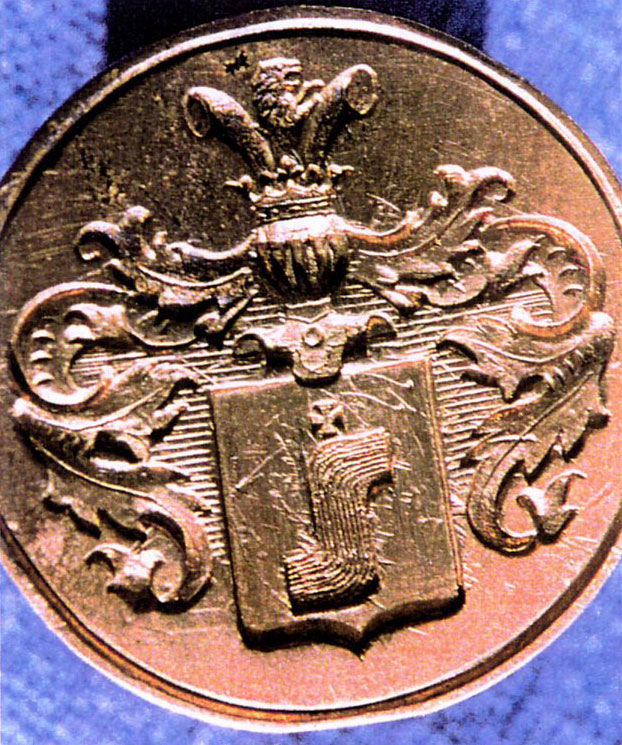
Znak pieczętny na sygnecie z wizerunkiem herbu Szreniawa